# 2M1207 b
2M1207 b, de son nom complet 2MASSW J1207334−393254 b, est une exoplanète en orbite autour de 2M1207 dans la constellation du Centaure, à environ 170 al de la Terre. Elle fait partie de l'association de TW Hydrae. C'est la première exoplanète à avoir été découverte par imagerie infrarouge, soit en 2004 au Very Large Telescope (VLT) à l'Observatoire du Cerro Paranal au Chili par une équipe de l'Observatoire européen austral (ESO) dirigée par Gaël Chauvin.
On pense que la planète a de trois à dix fois la masse de Jupiter et que son orbite autour de 2M1207 est à une distance équivalente à celle de Pluton au Soleil.
Cette planète est une géante gazeuse très chaude avec une température de surface estimée à 1 300 °C principalement due au phénomène d'effondrement gravitationnel. Sa masse est en deçà de la limite théorique pour la fusion du deutérium (treize fois la masse de Jupiter) ce qui en aurait fait une naine brune. Son spectre infrarouge indique la présence de molécules d'eau dans son atmosphère.

## Découverte
La luminosité de 2M1207 b est environ cent fois plus faible que celle de son étoile. À l'observation initiale, on a pensé que la planète et son étoile pouvaient être un double optique, mais des observations subséquentes du télescope spatial Hubble et du VLT ont permis de montrer que les objets se déplaçaient d'une façon cohérente avec celle d'une étoile binaire.

## Estimation des caractéristiques physiques

### Distance
Par photométrie, on a d'abord estimé la distance de ce système stellaire à environ 70 pc (∼228 al). En 2005, Eric Mamajek obtient la distance plus précise de 53 ± 6 pc par la méthode des amas en mouvement. En 2008, la méthode de la parallaxe a permis d'estimer une distance de 52,75+1,04
 −1,00 pc (∼172 al).

### Masse, volume et température

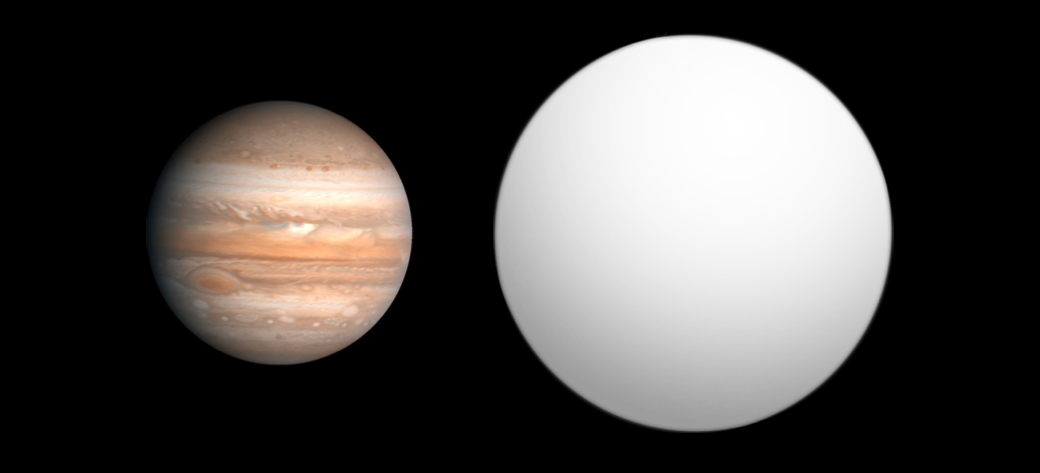
Taille de Jupiter
comparée à celle de 2M1207 b.

Les valeurs estimées de la masse, du volume et de la température de 2M1207 b sont incertaines. Les données de spectroscopie sont cohérentes avec une masse de 8 ± 2 MJ et une température de 1 600 ± 100 kelvins. Cependant, les modèles théoriques d'un tel objet prévoient une luminosité dix fois plus grande que celle observée. Pour cette raison, des estimations moindres de masse et de température ont été proposées. Une autre possibilité est que la lumière de 2M1207 b soit tamisée par un disque de gaz et de poussières. Une autre solution plus improbable est, selon Mamajek et Meyer, que la planète soit beaucoup plus petite et irradie l'énergie due à une collision récente,, telle la collision de HD 172555.
La masse de 2M1207 b est estimée à 4+6
−1 MJ et son rayon à 1,5 RJ.

## Qualificatif de planète ou de sous-naine brune
Même si 2M1207b est trop peu massive pour engendrer la fusion du deutérium (la limite inférieure étant de treize fois la masse de Jupiter) et même si son image a été acclamée comme étant la première image d'une exoplanète, on débat de son statut de planète. La définition des planètes peut exiger que leur formation soit due à l'accrétion d'un disque protoplanétaire, comme pour le système solaire.
Avec une telle définition, si 2M1207b s'est formée par l'effondrement gravitationnel d'une nébuleuse, alors on classerait l'objet comme étant une sous-naine brune et non pas une planète. Le même débat existe pour GQ Lupi b.
D'autre part, la découverte d'objets marginaux tels que Cha 110913-773444, un objet libre de masse planétaire, soulève la question de la fiabilité de la distinction entre planète, sous-naine brune et étoile par leur formation. Depuis 2006, le groupe de travail sur les exoplanètes de l'Union astronomique internationale décrit 2M1207b comme un possible compagnon de masse planétaire à une naine brune.